# Athletic Land
Athletic Land is een computerspel uit 1984. Het actiespel is ontwikkeld en uitgegeven door Konami voor de MSX-computer. De bedoeling ervan is binnen een bepaalde tijdslimiet een parcours met obstakels af te leggen. Athletic Land kan met verschillende schermen van links naar rechts gespeeld worden.
Het spel maakte onderdeel uit van het compilatiespel Konami Antiques: MSX Collection Vol. 2 dat in 1998 uitkwam. Het spel kwam beschikbaar voor de Sega Saturn via Konami Antiques: MSX Collection Vol. 1 dat in 1998 uitkwam.
Er is ook een remake uitgebracht in 2017.